# Bolšaja (přítok Kalitvy)
Bolšaja nebo Balka Bolšaja (rusky Большая nebo  Балка Большая ) je řeka v Rostovské oblasti v Rusku. Je dlouhá 152 km. Plocha povodí měří 2160 km².

## Průběh toku
Pramení na jižních svazích Donské grjady. Ústí zleva do Kalitvy (povodí Severního Doňce).

### Přítoky
- zleva – Mečetka, Nagolnaja

## Vodní režim
Zdrojem vody jsou sněhové srážky. Na horním toku vysychá.